# Olimpia Sulęcin

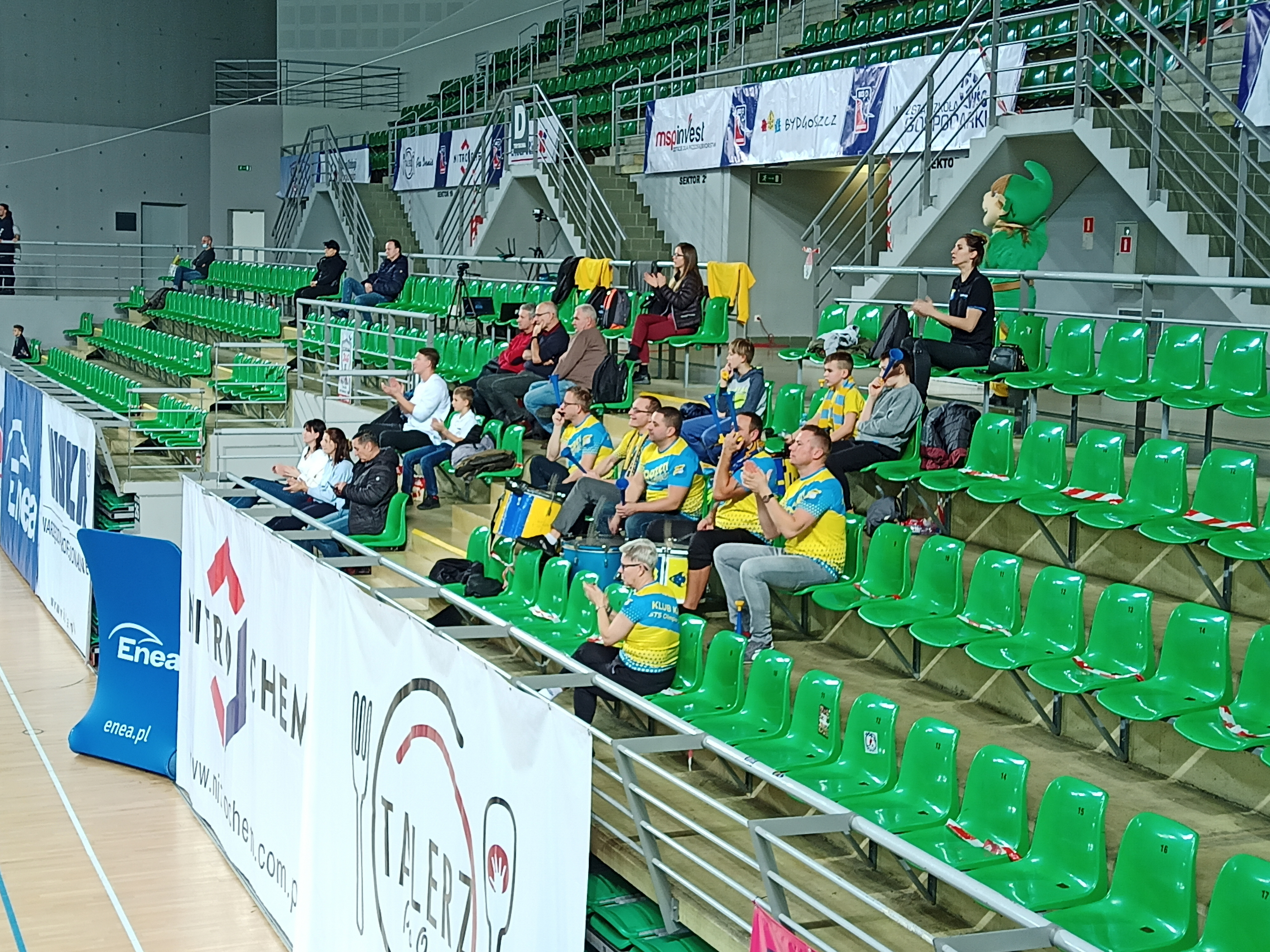
Klub kibica Olimpii Sulęcin

STS Olimpia Sulęcin – polski męski klub siatkarski z Sulęcina. Obecnie grający w I lidze.

## Sukcesy
- sezon 2003/2004 mistrzostwo III ligi awans do II ligi
- sezon 2004/2005 mistrzostwo II ligi awans do I ligi (dawnej I liga Seria B)
- sezon 2013/2014 mistrzostwo II ligi grupy I
- sezon 2016/2017 mistrzostwo II ligi grupy I awans do I ligi
- sezon 2017/2018 utrzymanie się w I lidze
- sezon 2018/2019 spadek do II ligi
- sezon 2019/2020 mistrzostwo II ligi grupy I awans do I ligi
- sezon 2020/2021 utrzymanie w I lidze

## Kadra 2019/20
- Pierwszy trener : Łukasz Chajec
- Drugi trener : Slawiak Damian
- Fizjoterapeuta : Miłosz Gniot

| Nr | Imię i nazwisko      | Pozycja      | Wzrost | Rok ur. | W klubie od | Poprzedni klub                                                                                         |
| -- | -------------------- | ------------ | ------ | ------- | ----------- | --- |
| 9  | Cyfer Dawid          | atakujący    | 198    |         | 2019        | BKS Chemik Bydgoszcz                                                                                   |
| 2  | Durbajllo Lukasz     | rozgrywający | 181    |         | 2019        | UKS SET Gorzów Wlkp. Orzeł Międzyrzecz GTPS Gorzów Wlkp.                                               |
| 3  | Kordysz Maciej       | przyjmujący  | 195    | 1985    | 2018        | GKS Katowice                                                                                           |
| 5  | Kostrubski Sebastian | atakujący    | 192    |         | 2019        | AZS UWM Olsztyn                                                                                        |
| 8  | Leitermeier Fabian   | przyjmujący  | 193    | 2001    | 2017        | SOS Gorzow Wlkp. SMS Police wychowanek                                                                 |
| 10 | Lewoc Mateusz        | środkowy     | 198    |         | 2019        | UMKS FPP Mikro Ełk UKS Tempo-25 Olsztyn Indykpol AZS Olsztyn AZS PWSZ Karpaty Krosno AZS UWM Olsztyn   |
| 15 | Maluchnik Rafal      | rozgrywający | 190    |         | 2019        | AZS UWM II Olsztyn                                                                                     |
| 11 | Obrzud Maksymilian   | rozgrywający |        | 2001    |             | wychowanek                                                                                             |
| 6  | Polczyk Tomasz       | przyjmujący  |        | 1997    | 2019        | Zaksa Kędzierzyn-Koźle (MłodaLiga) LKPS Lublin Ried im Innkreis Austria                                |
| 7  | Pulkowski Jakub      | przyjmujący  | 196    | 2001    | 2017        | SOS Gorzow Wlkp.                                                                                       |
| 13 | Sas Maciej           | libero       | 177    | 1998    | 2015        | wychowanek                                                                                             |
| 1  | Sawerwain Mateusz    | libero       |        | 2001    | 2018        | SOS Gorzow Wlkp. wychowanek                                                                            |
| 12 | Turek Grzegorz       | atakujący    | 208    | 1993    | 2011        | wychowanek                                                                                             |
| 22 | Wójcik Bartlomiej    | środkowy     | 210    |         | 2019        | Cerrad Czarni Radom                                                                                    |
| 4  | Zarebski Patryk      | przyjmujący  | 192    | 1996    | 2014        | LO MS Świnoujście / wychowanek                                                                         |
| 24 | Zimon Lukasz         | środkowy     | 200    |         | 2019        | UKS SMS Łódź SMS Spała MOS Wola Warszawa Energa Ostrołęka Astra Nowa Sól Czarni Rząśnia Sobieski Żagań |